# Дронговіна (Любуське воєводство)
Дронговіна (пол. Drągowina) — село в Польщі, у гміні Новогруд-Бобжанський Зеленогурського повіту Любуського воєводства.
Населення — 421 особа (2011).
У 1975-1998 роках село належало до Зеленогурського воєводства.

## Демографія
Демографічна структура станом на 31 березня 2011 року:
|          | Загалом | Допрацездатний вік | Працездатний вік | Постпрацездатний вік |
| -------- | ------- | ------------------ | ---------------- | -------------------- |
| Чоловіки | 210     | 38                 | 153              | 19                   |
| Жінки    | 211     | 47                 | 118              | 46                   |
| Разом    | 421     | 85                 | 271              | 65                   |